# Bistum Fada N’Gourma
Das Bistum Fada N’Gourma (lateinisch Dioecesis Fada Ngurmaensis, französisch Diocèse de Fada N’Gourma) ist eine in Burkina Faso gelegene römisch-katholische Diözese mit Sitz in Fada N’Gourma.

## Geschichte
Das Bistum Fada N’Gourma wurde am 12. Februar 1959 durch Papst Johannes XXIII. mit der Apostolischen Konstitution Quamquam cotidie aus Gebietsabtretungen der Apostolischen Präfektur Niamey als Apostolische Präfektur Fada N’Gourma errichtet. Am 16. Juni 1964 wurde die Apostolische Präfektur Fada N’Gourma durch Papst Paul VI. mit der Apostolischen Konstitution Quod sanctissimum zum Bistum erhoben.
Das Bistum Fada N’Gourma gab am 20. November 2004 Teile seines Territoriums zur Gründung des Bistums Dori und weitere Gebietsanteile am 11. Februar 2012 zur Gründung des Bistums Tenkodogo ab.
Es ist dem Erzbistum Koupéla als Suffraganbistum unterstellt.

## Ordinarien

### Apostolische Präfekten von Fada N’Gourma
- Alphonse Chantoux CSsR, 1959–1964

### Bischöfe von Fada N’Gourma
- Marcel Pierre Marie Chauvin CSsR, 1964–1979
- Jean-Marie Untaani Compaoré, 1979–1995, dann Erzbischof von Ouagadougou
- Paul Yemboaro Ouédraogo, 1997–2010, dann Erzbischof von Bobo-Dioulasso
- Pierre Claver Malgo, seit 2012